# 金茨湖
54°21′36″N 12°54′00″E / 54.35998°N 12.89990°E
金茨湖（德語：Günzer See），是德國的湖泊，位於該國東北部，由梅克倫堡-前波美拉尼亞州負責管轄，處於前波美拉尼亞-呂根縣，長0.6公里、寬0.3公里，面積0.16平方公里，海拔高度0.3米。